# Alma nilotica
Alma nilotica är en ringmaskart som beskrevs av Grube 1855. Alma nilotica ingår i släktet Alma och familjen Glossoscolecidae. Inga underarter finns listade i Catalogue of Life.